# Planície do Saïs
A planície ou planalto do Saïs (também grafado Saïss ou Saiss) é uma vasta planície elevada fértil situada no norte de Marrocos, entre as cordilheiras do Rife (a norte) e do Médio Atlas (a sul). As maiores cidades do Saïs são Fez e Meknès
As principais culturas agrícolas da região são a oliveira, os cereais, citrinos, hortaliças e legumes.